# Podlog, Črnomelj
Podlog je naselje v Občini Črnomelj, ki stoji blizu Dragatuša ob reki Lahinji.